# Insubrowie
Insubrowie – celtyckie plemię zasiedlające Galię Przedalpejską w okresie podboju Galii przez Rzym.
Insubrowie byli założycielami Mediolanum.
Razem z innymi plemionami celtyckimi Cisalpini zostali pokonani i podbici w 224 lub 225 p.n.e. przez Rzymian pod wodzą konsula Papusa w bitwie pod Telamonem.